# سابا هجادوش
سابا هجادوش (بالمجرية: Hegedűs Csaba)‏ هو لاعب كرة قدم مجري في مركز الدفاع، ولد في 26 أكتوبر 1985 في باستو ‏ في المجر. لعب مع Soroksár SC ‏.